# Slovenska vas (Pivka)
Slovenska vas is een plaats in Slovenië en maakt deel uit van de gemeente Pivka in de NUTS-3-regio Notranjskokraška. De plaats telde 41 inwoners op 1 januari 2020.